# Brian Freeman
Brian Freeman (* 28. März 1963 in Chicago, Illinois) ist ein US-amerikanischer Kriminalschriftsteller. Seine Bücher wurden in 22 Sprachen übersetzt und in 46 Ländern verbreitet.

## Leben
Brian Freeman wuchs in der kalifornischen Bay Area in San Mateo (Kalifornien) auf. Er besuchte das Carleton College in Minnesota, wo er 1984 Englisch mit magna cum laude abschloss.
Freeman begann schon in jungen Jahren zu schreiben. Sein Mittelschullehrer bemerkte seine Liebe zum Handwerk und ermutigte ihn, einfach in einer Ecke zu sitzen und seine Geschichte zu schreiben, anstatt dem Lehrplan der Klasse zu folgen. Mit 13 Jahren beendete er seinen ersten Roman. Er las auch gerne. Seine Liebe zu Kriminalromanen hatte er wahrscheinlich von seiner Großmutter, die eine Vorliebe für Kriminalromane besaß.
Vor seiner Schriftstellerkarriere, die im Alter von 41 Jahren begann, arbeitete er als Manager für Datenbanksysteme, Kommunikationsstratege und Wirtschaftsjournalist in Minnesota. Danach wurde er Direktor für Marketing und Öffentlichkeitsarbeit bei der internationalen Anwaltskanzlei Faegre & Benson in Minneapolis. Brian heiratete dort seine Frau Marcia und ließ sich mit seiner Familie in St. Paul, Minnesota, nieder.

## Werke

### Jonathan-Stride-Serie
- 2005: Immoral (dt. Unmoralisch. RM-Buch-und-Medien-Vertrieb, Rheda-Wiedenbrück, Gütersloh 2005, ohne ISBN)[4][5]
- 2006: Stripped (dt. Der Las-Vegas-Killer. RM-Buch-und-Medien-Vertrieb, Rheda-Wiedenbrück, Gütersloh 2006, ohne ISBN).[6]
- 2007: Stalked (dt. Schmutzige Geheimnisse. RM-Buch-und-Medien-Vertrieb, Rheda-Wiedenbrück, Gütersloh 2008, ohne ISBN)
- 2008: The watcher[7] (dt. Tödliches Blond. RM-Buch-und-Medien-Vertrieb, Rheda-Wiedenbrück, Gütersloh 2009, ohne ISBN)
- 2009: The Burying Place
- 2012: Spitting Devil
- 2014: Turn to Stone
- 2013: The Cold Nowhere
- 2015: Goodbye to the Dead
- 2017: Marathon
- 2018: Alter Ego

### Cab-Bolton-Serie
- 2010: The Bone House
- 2014: Season of Fear

### Frost-Eaton-Serie
- 2017 The Night Bird (dt. Der Mörder in deinem Kopf. Edition M., Luxembourg 2017, ISBN 978-1-5420-4647-3)
- 2018: The Voice Inside (dt. Die Stimme in dir. Edition M., Luxembourg 2018, ISBN 978-2-91980-202-9)
- 2019: The Crooked Street

### Tess-Drake-Serie
- 2009: The Agency[8]

### Sonstige Einzelwerke
- 2015: West 57[9]
- 2020: Thief River Falls

## Auszeichnungen
- 2006: Macavity Award – Kategorie Bester Erstlingsroman für Immoral
- 2013: International Thriller Award – Kategorie Bester Roman für Spilled Blood

## Nachweise, Anmerkungen
1. ↑  siehe Meet the Author: Brian Freeman vom 4. Mai 2019 (englisch, abgerufen am 29. Februar 2020)
2. ↑  Bedeutung: ausgezeichnet, mit höchstem Lob (höchste Auszeichnung)
3. ↑  siehe Brian Freeman Books in Order (englisch, abgerufen am 28. Februar 2020)
4. ↑   2007 bei Hoffmann und Campe als Doppelmord, ISBN 978-3-455-40088-5 und 2009 ebenfalls als Doppelmord bei Knaur, München, ISBN 978-3-426-50216-7
5. ↑  als bestes Erstlingswerk nominiert für Edgar Allan Poe Award, Dagger Award, Anthony Award und Barry Award
6. ↑  2008 bei Hoffmann und Campe als Las-Vegas-Killer, ISBN 978-3-455-40136-3
7. ↑  in den USA auch als In the Dark. Originalausgabe bei St. Martin’s Press, New York 2009
8. ↑  unter dem Pseudonym Ally O’Brien
9. ↑  unter dem Pseudonym B.N. Freeman

| Personendaten    | Personendaten                            |
| ---------------- | ---------------------------------------- |
| NAME             | Freeman, Brian                           |
| KURZBESCHREIBUNG | US-amerikanischer Kriminalschriftsteller |
| GEBURTSDATUM     | 28. März 1963                            |
| GEBURTSORT       | Chicago, Illinois                        |